# Küsse, Schüsse, Rindsrouladen
Küsse, Schüsse, Rindsrouladen (Originaltitel: Tante Herthas Rindsrouladen) ist der Titel einer Kriminalkomödie, die von FILM27 Multimedia Produktions im Auftrag vom ORF und Sat.1 als Fernsehfilm produziert wurde. Gefördert wurde der Fernsehfilm vom Fernsehfonds Austria der RTR.
Die Österreichpremiere war am 14. Mai 2010 in ORF 1 zu sehen. Sat.1 zeigte den Film am 31. August 2010. Der Fernsehfilm war die erste Hauptrolle für Robert Palfrader.

## Hauptrollen
Herbert ist ein seltsamer Mensch, der vom Leben benachteiligt ist und ein etwas autistisches Verhalten an den Tag legt.
Chester ist ein Kleinkrimineller, dessen Pläne meist schiefgehen. Es fällt ihm jedoch nicht schwer, sich schnell Ersatzpläne auszudenken, die schlussendlich jedoch wieder missglücken.

## Handlung
Chester hat bei dem Unterweltcapo Otto hohe Schulden und verübt in dessen Auftrag einen Banküberfall. Sein Komplize wird bei diesem Überfall erschossen. Auf der Flucht entdeckt er das Mietangebot des weltfremden Briefmarkenhändlers Herbert und taucht bei diesem unter. Chester bemerkt, dass ein Alarmpaket seine gesamte Beute rot eingefärbt hat und diese somit unbrauchbar ist. Durch das Spezialwissen von Herbert über Briefmarkenrestauration gelingt es ihm, die rote Farbe von einigen Geldscheinen zu entfernen. Als sich Herbert in die Bardame Jenny verliebt, vernichtet er durch ein Missgeschick die gesamte Beute.
Daraufhin reagiert Chester panisch, da er seine Schulden bei Otto begleichen muss, und fordert Herbert auf, ihm Geld, Gold oder Wertsachen zu geben. Doch Herbert hat nicht die geringsten Wertsachen, da ihm sogar das Geld für das Essen fehlt. Aus diesem Grund bekommt er regelmäßig von seiner Tante Hertha Essen in Form von Rindsrouladen. Chester erfährt, dass Tante Hertha eine großzügige Lebensversicherung für ihren Neffen abgeschlossen hat, und sieht seine Geldsorgen als gelöst. Dieses Unterfangen sieht jedoch nach einem abenteuerlichen Plan aus. Am Ende wandert Herbert mit Jenny sowie Tante Hertha samt Gorilla in die Karibik aus, nachdem Chester ins Gefängnis kommt.

## Dreharbeiten
Gedreht wurde der Fernsehfilm vom 27. Oktober 2009 bis zum 28. November 2009 in Wien und Niederösterreich.